# ميت بلوخ جنسن
ميت بلوخ جنسن (بالدنماركية: Mette Bloch)‏ هي مجدفة دنماركية، ولدت في 13 فبراير 1966.

## وصلات خارجية
- ميت بلوخ جنسن على موقع الاتحاد الدولي للتجديف (الإنجليزية)
- ميت بلوخ جنسن على موقع الاتحاد الدولي للتجديف (الإنجليزية)